# Flecha Valona 1956
La Flecha Valona 1956 se disputó el 5 de mayo de 1956, y supuso la edición número 20 de la carrera. El ganador fue el belga Richard Van Genechten. El italiano Sante Ranucci y el también belga André Vlayen fueron segundo y tercero respectivamente.  

## Clasificación final
| Pos. | Ciclista              | Equipo       | Tiempo   |
| ---- | --------------------- | ------------ | -------- |
| 1    | Richard Van Genechten | Elvé-Peugeot | 6h03'55" |
| 2    | Sante Ranucci         | Legnano      | a 50"    |
| 3    | André Vlayen          | Elvé-Peugeot | a 1'07"  |
| 4    | Stan Ockers           | Elvé-Peugeot | m.t.     |
| 5    | Jozef Planckaert      | Elvé-Peugeot | m.t.     |
| 6    | Roland Callebout      | Bertin       | m.t.     |
| 7    | André Rosseel         | Girardengo   | m.t.     |
| 8    | André Auquier         | Plume Sport  | m.t.     |
| 9    | Gérard Deborre        | Elvé-Peugeot | m.t.     |
| 10   | Pino Cerami           | Elvé-Peugeot | m.t.     |